# Colom guatlla embridat
El colom guatlla embridat (Geotrygon linearis) és una espècie d'ocell de la família dels colúmbids (Columbidae) que habita selva humida i boscos de les muntanyes del nord de Sud-amèrica, al nord i est de Colòmbia, oest i nord de Veneçuela, Trinitat i Tobago.